# Thomas Petersson (biskop)
Thomas Ingemar Petersson, född 8 april 1968 i Motala, är en svensk tidigare präst. Han var biskop för Visby stift från 2018 till 2022, då han förklarades obehörig att utöva ämbetet i Svenska kyrkan (avkragades).

## Biografi
Thomas Petersson genomgick religionsvetenskaplig linje vid Uppsala universitet 1987–1991 och Pastoralinstitutet 1991–1992.  Han prästvigdes 1992 av biskop Martin Lönnebo för Linköpings stift och gjorde 1994 värnplikt som militärpräst vid A 1 i Linköping. Han var ledare inom Svenska Kyrkans Unga där han var ordförande 1992–1994.
År 1993–1995 var han komminister i S:t Laurentii pastorat (Söderköping).  Han var stiftsadjunkt i Linköping 1995–2002, först med ansvar för konfirmander och ungdomsverksamhet (konfirmandkonsulent) och sedan, under biskop Martin Lind, även för gudstjänstliv. Petersson var kyrkoherde i Linköpings Ryds församling 2002–2006, där han kom att bli mycket intresserad av kyrkans sociala arbete. Under åren 2004–2006 var han  kontraktsprost i Domprosteriet i Linköping och 2006–2011 kyrkoherde i svenska Victoriaförsamlingen i Berlin, där han samtidigt uppbar tjänsten som VD för Svenska skolan i Berlin. 
År 2007–2009 medverkade han i Kyrkomötets utredning ”Utlandskyrkans struktur och delaktighet” och uppbar 2007–2013 fackliga förtroendeuppdrag inom KyrkA, bland annat som ordförande för Utlandskretsen.
År 2011–2018 var han domprost i Växjö och därmed också, från 2014, kyrkoherde för Växjö pastorat. År 2014 kandiderade han som en av fem kandidater till befattningen som biskop i Växjö stift, men 3 december 2014 utsågs Fredrik Modéus till ny biskop med 58 % av rösterna. Thomas Petersson var kontraktsprost i Östra Värends kontrakt i Växjö stift 2016–2018.
Den 5 mars 2018 valdes han till biskop för Visby stift och biskopsvigdes av ärkebiskop Antje Jackelén den 3 juni samma år. Under sin tid som biskop fick Petersson hantera flera interna konflikter i stiftet, bland annat kring de dåvarande domprostarna Mats Hermansson och Elisabeth Ström som båda fick lämna sina tjänster.
I november 2021 anmälde Petersson sig själv till Svenska kyrkans ansvarsnämnd för biskopar. 1 februari 2022 beslutade nämnden att förklara honom obehörig att utöva Svenska kyrkans vigningstjänst. Beslutet innebar att Petersson inte längre fick utöva uppdrag som biskop, präst eller diakon i Svenska kyrkan, så kallad avkragning. Som skäl till beslutet angav nämnden att Petersson under flera år haft ett utomäktenskapligt förhållande med en anställd i Visby stift och att han, trots samtal med sin företrädare Sven-Bernhard Fast, dåvarande ärkebiskopen Antje Jackelén, biskopsmötet och kyrkoherdarna på Gotland, ändå inte gjort något åt situationen.. Nämnden ansåg vidare att Petersson därmed brutit mot de löften han avlagt vid sin biskopsvigning. Nämnden ansåg vidare att hans agerande skadat det anseende en biskop bör ha. Beslutet togs med stöd av kyrkoordningen 30 kapitlet 5 § och var historiskt, då det är första gången sedan Svenska kyrkan skildes från staten 1 januari 2000 som ansvarsnämnden fattat ett sådant beslut om en biskop. Förra gången en svensk biskop fråntogs sitt ämbete var 1954, i det så kallade Helandermålet.
Eftersom Petersson inte längre var behörig att utöva vigningstjänsten fanns inte heller förutsättningarna för att utöva arbetet som biskop. Den 3 februari 2022 beslutade stiftsstyrelsens arbetsutskott att Petersson arbetsbefriades från de arbetsuppgifter som rör vigningstjänsten, men att han inte var avstängd från sitt arbete i övrigt. Senare under 2022 gavs han ett avgångsvederlag motsvarande 12 månadslöner.
Petersson flyttade sedan till Stockholm tillsammans med hustrun och i januari 2024 skrev Petersson boken Avkragad - tankar om tro, svek och förlåtelse tillsammans med Claes de Faire. Den beskriver hans egna tankar om händelserna före och efter avkragningen utan att nämna hustrun eller kvinnan han var otrogen med. Han har skrivit till ansvarsnämndens ordförande och bett om samtal, ytterst med målet att återfå vigningsrätten och åter kunna verka som präst. Den har beslutats att läggas vilande eftersom en översyn av avkragning av biskopar pågår och beräknas vara klar 2025.